# ヴォロディームィル (市)
ヴォロディームィル（ウクライナ語: Володимир）はウクライナのヴォルィーニ州ヴォロディームィル地区にある都市。ルーハ川の河岸に位置する。都市の高さは海抜197 mである。面積は16.05 km²。人口は37,910人 (2022年1月1日)。
ヴォロディームィルは、ヴォロディームィル1世によって10世紀に創建された。史料ではキエフ大公国のヴォロディームィルとして988年から見られる。1324年に自治権を獲得した。1324年に市制施行された。
市内ではヴォロディームィル駅がある。首都キエフまでの直線距離は441 km、鉄道で506 km、車道で465 kmとなっている。州庁所在地までの直線距離は72 km、車道で77 kmとなっている。ヴォロディームィルの日は、7月28日となっている。